# Духовные семинарии Русской православной церкви
Духовные семинарии Русской православной церкви — учебные заведения Русской православной церкви, готовящие своих студентов для служения в виде пастырской, преподавательской и научно-богословской деятельности. В настоящее время семинарии Русской православной церкви являются высшими учебными заведениями и выдают дипломы бакалавра, а некоторые и магистра. При большинстве семинарий с 1990-х годов существуют регентские и иконописные отделения.

## История
До XVII века духовное образование в Православии осуществлялось монастырями. В монастырских школах учились даже княжеские дети — здесь находились самые лучшие библиотеки, книги в которых вручную переписывались монахами. В княжеских, архиерейских и приходских школах качество образования и количество учащихся было нестабильным, так как это в значительной степени зависело от возможностей своих покровителей.
Предшественниками современных духовных семинарий стали братские школы, появившиеся на территории западных земель бывшей Киевской Руси. В России же, первым духовным учебным заведением современного европейского типа стала Славяно-греко-латинская академия, первоначально располагавшаяся в Заиконоспасском монастыре города Москвы.
С начала XVIII века при архиерейских домах в Российской империи начали учреждаться архиерейские школы. Они были преимущественно сословными учебными заведениями для сыновей духовенства, но первоначально не имели целью подготовку только священнослужителей, ввиду нехватки свободных мест для клириков.
«Духовный регламент» 1721 года провозгласил обязательность обучения для детей священнослужителей и причётников. Необученные недоросли подлежали исключению из духовного сословия. «Регламент» поучал: «Когда нет света учения, нельзя быть доброму Церкви поведению, и нельзя не быть нестроению, и многим смеха достойным суевериям, еще же и раздорам, и пребезумным ересям». Согласно «Регламенту», духовные училища содержались на средства архиерейских домов и сборов с монастырских земель.
Курс обучения разделялся на 8 классов, с преподаванием в первом классе латинской грамматики, географии и истории, во 2-м — арифметики и геометрии, в 3-м — логики с диалектикой, в 4-м — риторики и пиитики, в 5-м — физики и метафизики, в 6-м — политики, в 7-м и 8-м — богословия. Латинский, греческий, еврейский, церковно-славянский языки должны были изучаться во всех классах. На деле преподавался только латинский язык, который и стал языком обучения. Даже Священное Писание изучалось по Вульгате.
Общежития при училищах назывались «семинариями», впоследствии этим словом стали называть и сами духовные школы. Правила жизни в них были очень строгими. Школа была закрытой, подобно военным «корпусам». Свидания с родными дозволялись семинаристам крайне редко. Ректор, префект, надзиратели и учителя обязаны были жить при семинарии вместе с воспитанниками. Дети духовенства неохотно шли в семинарии. Не хватало учителей и книг. Из-за недостатка средств жизнь семинаристов часто оказывалась полуголодной. Но главной причиной недоверия к латинским семинариям была их оторванность от церковной жизни. Великорусское духовенство смотрело на латинскую школу как на чуждую «латино-польскую колонию» в родной земле. Многих смущало и то обстоятельство, что почти все учителя были выходцами из Малороссии и Польши.
В XVIII веке полный курс, имевшийся далеко не везде, мог занимать 8 лет в следующих ступенях («классах»): фара (или аналогия), инфима, грамматика, синтаксима, пиитика, риторика, философия, богословие. В основе всей системы обучения лежало совершенное овладение латинским языком; все прочие знания давались попутно, из чтения латинских текстов. Постепенное введение греческого началось в конце XVIII века, при митрополите Московском Платоне (Левшине).
В 1814—1818 году была предпринята реформа духовных школ в Российской империи, в результате которой семинарии по своему статусу стали равны гимназиям, тогда как академии представляли собой высшие духовные заведения. До конца 1870-х годов окончившие курс семинарий имели свободный доступ в высшие учебные заведения, наравне с гимназистами; затем доступ этот был закрыт.
Под влиянием митрополита Филарета (Дроздова) в XIX веке происходил постепенный отход от латинский схоластики.
По определению, семинарии представляли собою «учебно-воспитательные заведения для приготовления юношества к служению православной церкви». Семинарии находились под общим управлением Святейшего Синода, состояли в непосредственном ведении епархиальных архиереев, имевших высшее наблюдение за направлением преподавания, за воспитанием учащихся и за выполнением правил устава в общем. Семинарии содержались на средства Св. Синода и на пособия, отпускаемые из государственного казначейства. Непосредственное управление семинарией принадлежало ректору, инспектору и правлению, имеющему собрания педагогические и распорядительные.
Обучение в семинариях было бесплатным, причём сироты и дети бедных родителей принимались на казённое содержание. Курс обучения составлял шесть лет. В семинарии принимались молодые люди православного исповедания из всех сословий, как уже обучавшиеся в других учебных заведениях, так и получившие домашнее образование; для поступления в 1-й класс установлен был возраст от 14 до 18 лет. Преобладающее значение в учебном курсе семинарий занимали богословские науки, но в значительном объёме преподавались и науки общеобразовательные, входившие в курс классических гимназий. Для оценки знаний использовалась балльная система: «5» — отлично, «4» — очень хорошо, «3» — хорошо, «2» — посредственно, «1» — слабо. Учащиеся первых трёх классов, показавшие слабые результаты, могли оставляться однократно на второй год в том же классе.
Лучшие воспитанники продолжали обучение в духовных академиях; большая часть воспитанников определялась епархиальным начальством на места священно- и церковнослужителей либо на должности учителей и надзирателей в духовно-учебные заведения. В конце XIX века лучшие выпускники семинарий получили возможность поступать только в два светских университета: в Томский университет и в Юрьевский университет.
К началу XX века существовало 55 духовных семинарий, в которых учились около 18 тысяч человек. В начале XX века в студенческой среде российских семинарий распространяются протестные революционные движения, обострившиеся в период революции 1905—1907 годов.

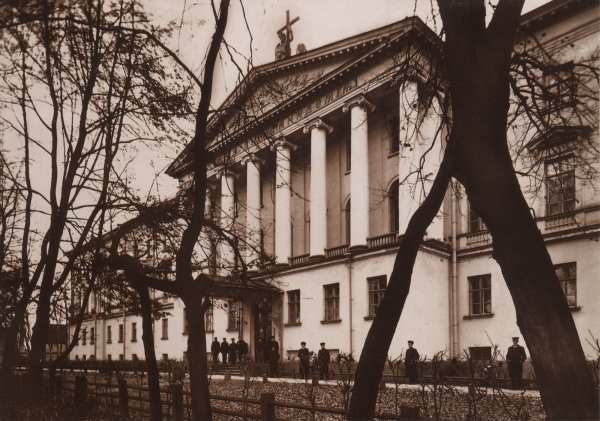
Здание СПбС в начале XX века

Первая мировая война нанесла урон церковному образованию. Великое отступление 1915 года привело к эвакуации ряда духовных заведений. Кроме того, ряд церковных зданий оказался занят госпиталями и лазаретами (а также другими светскими учреждениями), вследствие чего во многих духовных образовательных учреждениях сильно пострадал учебный процесс. В результате к концу 1915 года лазареты, госпитали и собственно военные учреждения заняли 32 духовные семинарии из 57, 66 духовных училищ из 185 и 24 женских епархиальных училища из 73. А 15 духовных учебных заведений были эвакуированы. В 1916—1917 годах по данным Синода — из 59 духовных семинарий были заняты 40, из 185 духовных училищ — 60, из 74 епархиальных женских училищ — 25, из 11 училищ духовного ведомства — 4. При расчёте не учитывались эвакуированные учебные заведения. Не работали из-за эвакуации 3 духовные семинарии (Литовская, Рижская, Холмская), 8 духовных училищ (Варшавское, Виленское, Жировицкое, Мелецкое, Полоцкое, Рижское, Слуцкое, Холмское), 5 епархиальных женских училищ (Волынское, Виталиевское, Илукстское, Виленско-Мариинское, Полоцкое Спасо-Ефросиниевское) и 3 училища духовного ведомства (Паричское, Полоцкое и Виленское). Практика размещения военных учреждений в зданиях духовно-учебных заведений не только привела к фактическому прекращению деятельности значительной части семинарий и епархиальных училищ, но и способствовала выработке общественного мнения о второстепенности или даже ненужности духовной школы.
Последовавшие революции и гражданская война в России привели к полному закрытию всех семинарий в СССР. Декрет об отделении Церкви от государства и школы от Церкви, опубликованный 23 января 1918 года, поставил под вопрос дальнейшее существование и статус Русской Церкви. Все религиозные организации лишались статуса юридического лица, а на преподавание религиозных предметов устанавливался запрет. В учебных заведениях, где преподаются общеобразовательные предметы, не могли более читаться и религиозные предметы, что ставило под вопрос образовательные программы духовных училищ и семинарий. Уже летом 1918 года большинство семинарий России не смогли осуществить новый набор и выпустили всех студентов, кто числился в них на тот момент. На основании инструкции Народного комиссариата юстиции от 24 августа 1918 года о порядке проведения в жизнь декрета «Об отделении Церкви от государства и школы от церкви» все средние и низшие духовноучебные заведения закрывались. Затем последовал формальный указ со стороны церковной власти. 4/17 сентября 1918 года Патриарх Тихон, Священный Синод и Высший Церковный Совет в соединённом присутствии, от постановили: «За последовавшим, в силу вышеприведенной инструкции Народного комиссариата юстиции, закрытием духовно-учебных заведений, за исключением специально-богословских, с 1/14 сентября с.г. считать всех начальствующих, преподавателей, преподавательниц, воспитателей, воспитательниц и других лиц учебно-административного и педагогического персонала духовных семинарий, мужских и женских духовных училищ, находящихся в пределах действия Советской власти, за штатом».
Во время встречи И. В. Сталина с митрополитами Сергием (Страгородским), Алексием (Симанским) и Николаем (Ярушевичем) 5 сентября 1943 года решался вопрос об открытии в Москве Богословского института и богословско-пастырских курсов. Об открытии богословских курсов просил митрополит Сергий. Сталин предложил открыть сразу духовные академии и семинарии, поскольку богословские курсы казались ему недостаточно солидным учреждением. Однако митрополит Сергий возразил: «…у молодёжи не сформировано нужное мировоззрение для такого образования». Во 2-й половине октября 1943 г. Священный Синод принял решение о создании Православного Богословского института в Москве и богословско-пастырских курсов по епархиям
4 мая 1944 года во время встречи Патриарха Сергия с Карповым был затронут вопрос об организации богословских курсов в Саратове. Патриарх попросил вынести этот вопрос на решение правительства, что и было сделано. 10 мая 1944 года СНК СССР разрешил открыть богословско-пастырские курсы в Саратове. 14 июня 1944 года на территории Новодевичьего монастыря открылись Богословский институт и пастырско-богословские курсы.
15 марта 1945 года Патриарх Алексий в своем письме в Совет по делам Русской Православной Церкви просил разрешения на открытие пастырско-богословских курсов в ряде городов. Постановлением Совета Министров СССР за № 511—147/ с от 22 марта 1945 года разрешалось открыть такие курсы в Ленинграде, Киеве, Львове, Луцке, Минске, Одессе и Ставрополе. Распоряжением Совета Министров СССР за № 3537-рс от 9 июля 1946 года пастырско-богословские курсы в Москве, Ленинграде, Киеве, Саратове, Львове, Одессе, Минске, Луцке и Ставрополе преобразовывались в духовные семинарии с 4-годичным сроком обучения.
Ужесточение политики по отношению к Русской Православной Церкви в 1947—1949 годы непосредственно сказалось на положении духовных школ. В августе 1947 года литовское руководство закрыло семинарию в Вильнюсе. В 1947 году было отказано в просьбах открыть семинарии в Ярославской и Смоленской областях, Казахской ССР, Черновцах, Ростове-на-Дону.
К 1988 году в Советском Союзе оставалось только три семинарии:
1. Московская, с академией и регентской школой
2. Ленинградская, с академией и регентской школой
3. Одесская.

8 июля 1988 года на Поместном соборе председатель Учебного комитета и ректор Московской духовной академии и семинарии архиепископ Дмитровский Александр (Тимофеев) выступил с докладом «Духовное образование Русской Православной Церкви», в котором особое внимание уделил проблемам, перед которыми стояли духовные школы: ввиду того, что они не вполне удовлетворяют нужду Церкви в священнослужителях, архиепископ Александр высказался за открытие новых семинарий в Сибири и Поволжье, на Украине и в Белоруссии. Он также указал на необходимость открытия епархиальных курсов для подготовки регентов и псаломщиков.
После падения советской власти Православная церковь получила полную свободу, благодаря которой было открыто множество семинарий и других церковных учебных заведений. Многие семинарии начинали свою деятельность как Духовные училища, и лишь спустя какое-то время были преобразованы в Духовные семинарии.

## Список семинарий РПЦ в настоящее время
С начала 2018 года в РПЦ действовало более пятидесяти духовных семинарий:

в России:
1. Московская духовная академия (Московская область, Сергиев Посад)
2. Санкт-Петербургская духовная академия
3. Сретенская духовная академия (Москва)
4. Барнаульская духовная семинария
5. Белгородская духовная семинария
6. Вологодская духовная семинария
7. Воронежская духовная семинария
8. Донская духовная семинария (Ростов-на-Дону)
9. Екатеринбургская духовная семинария
10. Екатеринодарская духовная семинария (Краснодар)
11. Казанская духовная семинария
12. Калужская духовная семинария
13. Коломенская духовная семинария (Московская область, Коломна)
14. Кузбасская духовная семинария (Кемеровская область, Новокузнецк)
15. Николо-Угрешская духовная семинария (Московская область, Дзержинский)
16. Нижегородская духовная семинария
17. Новосибирская духовная семинария (Новосибирская область, Обь)
18. Омская духовная семинария
19. Оренбургская духовная семинария
20. Пензенская духовная семинария
21. Перервинская духовная семинария (Москва)
22. Пермская духовная семинария
23. Псково-Печерская духовная семинария
24. Самарская духовная семинария
25. Саранская духовная семинария
26. Саратовская духовная семинария
27. Смоленская духовная семинария
28. Ставропольская духовная семинария
29. Таврическая духовная семинария (Севастополь)
30. Тамбовская духовная семинария
31. Тобольская духовная семинария
32. Томская духовная семинария
33. Тульская духовная семинария
34. Хабаровская духовная семинария
35. Ярославская духовная семинария
на Украине:
36. Киевская духовная академия и семинария
37. Волынская духовная семинария (Луцк)
38. Одесская духовная семинария
39. Полтавская духовная семинария
40. Почаевская духовная семинария
41. Сумская духовная семинария
42. Харьковская духовная семинария
в Белоруссии:
43. Минская духовная академия (Жировичи, Гродненская область)
44. Минская духовная семинария
45. Витебская духовная семинария
другие страны:
46. Алма-Атинская духовная семинария (Казахстан)
47. Духовно-образовательный центр имени преподобной Женевьевы Парижской (Франция)
48. Кишинёвская духовная семинария (Молдавия)
49. Рижская духовная семинария (Латвия)
50. Свято-Троицкая духовная семинария в Джорданвилле (США)
51. Ташкентская духовная семинария (Узбекистан)
52. Токийская духовная семинария (Япония)

## Современный этап
В основу деятельности семинарий РПЦ положены «Концепция высшего Духовного образования Русской Православной Церкви» и «Церковный образовательный стандарт высшего образования специалиста в области православного богословия (Семинария)», принятые Священным Синодом РПЦ 21 августа 2007 года по докладам Председателя комиссии по подготовке концепции Духовного образования Русской православной церкви и анализу проводимых реформ духовных школ, архиепископа Тобольского и Тюменского Димитрия (Капалина) и Председателя Учебного комитета Московского патриархата архиепископа Верейского Евгения (Решетникова). Благодаря этим документам, семинарии стали высшими учебными заведениями РПЦ.
По инициативе Патриарха Кирилла в РПЦ продолжилось реформирование духовного образования. Преобразования нацелены на интеграцию российского духовного образования в европейское и отечественное образовательное и научное пространство. Главная цель реформы — это повышение уровня качества духовного образования России.
В соответствии с Болонским процессом духовное образование в РПЦ будет трёхуровневым:
- Первый уровень — Бакалавриат, итогом которого становится написание дипломной работы на соискание степени «Бакалавр богословия». Как и любой другой бакалавриат в России, это завершённое высшее образование. Термин «Семинария» является вторым равнозначным наименованием бакалавриата как духовного учебного заведения в РПЦ. В некоторых богословских учебных заведениях бакалавриат включает 4 обязательных года и 1 пастырский и практический год обучения в семинарии, итогом которого становится написание Дипломной работы на соискание степени «Бакалавр богословия». В других бакалавриатом называется пятилетнее образование: подготовительный («нулевой») курс + 4 года основного образования. В последнем случае зачисление на 1 курс бакалавриата производится не столько по результатам успеваемости на подготовительном курсе, сколько по результатам дисциплинарных наблюдений.
- Второй уровень — Магистратура: 2-х годичная программа при Духовных Академиях и других богословских учебных заведениях РПЦ, итогом которой становится написание Магистерской диссертации на соискание степени «Магистр богословия». С недавнего времени в некоторых Духовных академиях РПЦ написание Магистерской диссертации является условием обучения в Магистратуре. С началом Болонского процесса в РПЦ термин «Академия» стал иметь двоякое значение: с одной стороны им как официально, так и неофициально называют Магистратуру, с другой — учебное заведение, объединяющее в себе несколько звеньев богословского образования РПЦ, например, бакалавриат (семинарию), Магистратуру, Аспирантуру и Докторантуру.
- Третий уровень — Аспирантура: 3-х годичная программа в Духовных Академиях, итогом которой становится написание Кандидатской диссертации на соискание степени «Кандидат богословских наук» (в европейской классификации — «Доктор теологии I степени»). Особо отличившиеся Кандидаты богословия могут продолжить заниматься богословскими науками в Докторантуре при Общецерковной аспирантуре и докторантуре им. свв. Кирилла и Мефодия, и защитить Докторскую диссертацию на соискание степени «Доктор богословия» (в европейской классификации — «Доктор теологии II степени» или «англ. Doctor of Divinity»).

Все семинарии РПЦ начиная с 2010 года обучают студентов по программе Бакалавриата в полном соответствии со всеми государственными стандартами, и имеют государственную лицензию на осуществление образовательной деятельности по специальности «Теология» (031900) высшего профессионального образования. По окончании семинарии выпускники получают дипломы государственного образца со степенью «Бакалавр богословия». В соответствии с нормативами высшей школы, семинарии Русской Православной церкви обустраиваются современными компьютерами и средствами коммуникации. Далеко не все семинарии Русской Православной Церкви перешли на болонскую систему образования и соответственно на выдачу государственных дипломов.
Процесс преобразования семинарий в высшие учебные заведения сталкивается с некоторыми трудностями. При длительных богослужебных и различных хозяйственных послушаниях ощущается нехватка времени на качественное исполнение возросших учебных программ. В среднем времени на подготовку к занятиям в день остается не более 3,5 часов (сюда входит и свободное от дневных занятий время; к тому же если есть послушания, то и этого времени не остается). Все остальное время «съедает» режим. Для улучшения образовательного процесса в духовных семинариях вводятся штатно оплачиваемые должности курсовых и индивидуальных наставников (тьюторов), помогающих студентам решать различные учебные и воспитательные проблемы:
1. разъяснение и примерное исполнение христианских заповедей любви к Богу и ближним,
2. индивидуальное собеседование с каждым семинаристом для преодоления личных негативных комплексов и вредных привычек,
3. разрешение недопонимания и конфликтных ситуаций в студенческой среде,
4. организация досуга (спорт, групповые походы на природу, в театр, паломнические поездки, совместные чаепития в дни рожденья, и т. п.),
5. проверка выполнения домашних заданий и письменных работ семинаристов,
6. помощь в усвоении трудного учебного и научного материала,
7. стимулирование студентов к устранению задолженностей по предметам,
8. контроль за своевременной и успешной сдачей зачётов и экзаменов,
9. совместная подготовка проповедей, значимых докладов, презентаций и обсуждение их,
10. выбор темы сочинения, реферата, курсовых и дипломной работ, их научного руководителя и кафедры,
11. активная поддержка решимости каждого семинариста определиться в своей личной жизни избранием благочестивой невесты или монашеского жительства с принятием священного сана и достойного дальнейшего служения.

В 2020 году проректор по учебной работе Санкт-Петербургской духовной академии протоиерей Владимир Хулап отмечал: «Наивно думать, что 18-летние ребята через четыре года бакалавриата или даже через шесть лет с учетом магистратуры превратятся в пастырей, обладающих всеми этими качествами. Духовная семинария не может „создать“ пастыря, она должна зажечь, показать многостороннюю красоту, сложность и интересность пастырского служения. Результат нашей работы будет виден не через шесть лет, а значительно позже, когда появятся те священники, которые будут определять лицо Русской Православной Церкви в будущем».
19 июля 2023 года Архиерейское совещание постановило поручило Священному Синоду Русской Православной Церкви «рассмотреть возможность объединения существующих духовных учебных заведений для более эффективной дальнейшей работы по образованию и воспитанию будущих пастырей». По словам протоиерея Максима Козлова: «сегодня на территории Российской Федерации действует более сорока высших духовных учебных заведений, если считать и семинарии, и вузы открытого типа. Среди них есть как исторически значимые, поступательно развивающиеся на протяжении десятилетий, со сложившимися научными школами, так и те, о которых было бы слишком оптимистично сказать, что они состоялись как вузы и церковные силы — как кадровые, так и материальные — на них тратятся разумно. У нас есть некоторое количество малых семинарий, расположенных в сопредельных регионах, где набор на очное отделение не достигает минимального порога в десять человек на курс, определённого священноначалием. Есть семинарии, в которых количество педагогов превышает количество учащихся, что может быть неплохо в аспирантуре или докторантуре, но вряд ли оправданно в бакалавриате. Мы не видим, чтобы из этих духовных школ выходили с регулярностью будущие Ломоносовы. Исходя из этого был принят тот параграф постановления Архиерейского совещания, в котором говорится о возможности объединить региональные духовные школы — с неким расчётом по каждому федеральному округу, исходя из его населённости, количества храмов, интенсивности церковной жизни, количества молодёжи».
16 мая 2023 года Якутская духовная семинария преобразована семинария преобразована в Межъепархиальный Центр подготовки церковных специалистов Якутской епархии. 27 декабря 2023 года Курская и Иваново-Вознесенская духовные семинарии были преобразованы в Межъепархиальные центры подготовки церковных специалистов. 25 июля 2024 года Владимирская, Костромская и Рязанская духовные семинарии преобразованы в Центры подготовки церковных специалистов.

## Особенности функционирования русских семинарий
Почти во всех семинариях полностью бесплатное обучение, проживание, 4-х разовое питание, пошив униформы (китель, брюки или подрясник), выплачивается стипендия. На период обучения семинаристам предоставляется отсрочка от армии с возможным её продлением по окончании учёбы, если выпускник продолжит образование в духовной академии или посвятит себя церковному служению. Учебный процесс в семинариях сопровождается активной богослужебной практикой с обязательным посещением воскресных и праздничных богослужений, пением в церковных хорах, пономарствами (иподиаконствами), чтением в храмах на церковнославянском языке, произнесением проповедей, колокольным звоном, выпеканием просфор и различными трудовыми послушаниями. Студенты регулярно принимают участие в различных паломничествах, крестных ходах, музыкальных выступлениях, спортивных соревнованиях, научных конференциях, преподают в гимназиях и воскресных школах взрослым и детям, публикуют духовные статьи собственного сочинения в православных печатных изданиях. В середине обучения (иногда перед самым выпуском) семинаристов, ещё не ставших диаконами, священниками или монахами, постригают в чине хиротесии во чтецов.
Обучение может быть дневное (очное), заочное, экстернат и дистанционное. На пастырское отделение принимаются только лица мужского пола православного вероисповедания не вступавшие брак или находящиеся в первом браке, с полным или специальным средним образованием, в возрасте примерно до 35 лет (очники, а заочники — до 50 лет).
За время обучения студенты проходят курс множества богословских и гуманитарных дисциплин, изучают православное богословие, богослужебный устав, каноническое право, историю Церкви, церковное пение с другими христианскими искусствами, современные иностранные и древние языки, — как специализированные предметы, необходимые для пастырской деятельности, так и общеобразовательные предметы.
При многих семинариях действуют регентские отделения для молодых девушек православного вероисповедания. Также есть иконописные отделения. На отделение дополнительного религиозного образования (Вечернее образование) при некоторых семинариях может поступить любой православный христианин, желающий стать катехизатором-миссионером или православным педагогом (для обучения детей). В окормлении семинарий могут находиться и другие школы: гимназии, лицеи, училища.